# 동아프리카 요리

동아프리카

동아프리카 요리(東Africa 料理)는 아프리카 요리의 한 갈래로, 동아프리카 지역의 요리들을 포함한다.

## 분류
동아프리카 요리에 속하는 요리는 다음과 같다.
| - 남수단 요리 - 르완다 요리 - 마다가스카르 요리 - 말라위 요리 - 모리셔스 요리 - 모잠비크 요리 - 부룬디 요리 - 세이셸 요리 - 우간다 요리 - 잠비아 요리 - 짐바브웨 요리 - 케냐 요리 - 코모로 요리 - 탄자니아 요리 | - 아프리카의 뿔 요리 - 소말리아 요리 - 소말릴란드 요리 - 에리트레아 요리 - 에티오피아 요리 - 지부티 요리 | - 프랑스 요리 - 레위니옹 요리 - 마요트 요리 |

## 같이 보기
- 중동 요리
- 남아프리카 요리
- 북아프리카 요리
- 중앙아프리카 요리